# Empire suédois
Pour un article plus général, voir Histoire de la Suède.
1611 – 1721
(110 ans)
Entités précédentes :
- Royaume de Suède (première période Vasa)

Entités suivantes :
- Royaume de Suède (Ère de la Liberté)

L'époque de l'empire suédois (en suédois : stormaktstiden, littéralement : « le temps du grand pouvoir »), est une période de l'histoire de la Suède qui s'étend sur un siècle, du début du XVIIe siècle au début du XVIIIe siècle.
Elle est caractérisée par une croissance du rôle international du royaume de Suède, qui, indépendant seulement depuis le début du XVIe siècle, devient une des deux puissances garantissant la paix de Westphalie (fin de la guerre de Trente Ans, 1648), et par l'extension du territoire sous souveraineté suédoise, avec notamment le traité de Roskilde (1658), qui permet de réaliser en partie le rêve des dirigeants suédois de faire de la mer Baltique une mer intérieure (dominium maris baltici).
Sur le plan intérieur, la période voit un fort accroissement de la puissance monarchique avec en 1680 l'avènement d'une monarchie absolue appelée en Suède « monarchie carolingienne ».
Précédée par la première période Vasa (1521-1611), la période de l'empire suédois commence avec l'avènement de Gustave II Adolphe en 1611, et s'achève en 1721 (par le traité de Nystad), à la suite des défaites subies par Charles XII face à la Russie de Pierre le Grand, lors de la grande guerre du Nord, notamment à Poltava en 1709. La période de l'empire est suivie par l'ère de la Liberté, consécutive à la mort de Charles XII.

## Contexte

### La Suède, un état «jeune» et nobiliaire
Le Royaume de Suède s’est formé au cours le Xe et Xie siècle. Le premier roi historiquement attesté fut Éric le Victorieux. Le pays s’est retrouvé uni au royaume du Norvège et au royaume de Danemark au sein de l’Union de Kalmar en 1397. Cette Union fut fondée par la reine Marguerite Iere et réunit les trois couronnes dans un système d’union personnelle. De fait, le roi est alors roi de Suède, de Norvège mais surtout de Danemark, Copenhague étant le centre politique de l’Union. La Suède, peu satisfaite de la tournure de la politique de l’union fera à plusieurs reprises sécession entre 1435 et 1521 (six fois en tout). Notons que ces sécessions sont l’œuvre des nobles suédois à chaque fois. La Suède obtient définitivement son indépendante en 1523 après la guerre suédoise de libération. La Suède se libère alors de l'Union de Kalmar et Gustave Vasa devient roi de Suède. La puissance de la Suède a toujours été relative. Ce royaume est en effet handicapé par la faiblesse de sa population (2 millions d'habitants dont 1 millions en Finlande) et, à l'époque , de l'industrie.
En 1527, la Suède devient un pays prostestant. Le chef de cette Église est l’archevêque d’Uppsala. Si le protestantisme a pu arriver en Suède, c’est par un conflit entre Rome et Gustave Vasa par rapport à l’indépendance du pays. Le pape soutenait à l’époque Christian II qui était alors catholique.
Une des institutions les plus importantes est le Riksdag. Le Riksdag est la plus haute autorité hors le souverain. On peut traduire Riksdag en parlement. À la différence des trois ordres que l’on connaît en France (clergé, noblesse, tiers-état), le Riksdag représente quatre ordres ; la noblesse, le clergé, les bourgeois et les agriculteurs.
Assez pauvre, l'économie est fondée sur quatre piliers ; l’impôt, l’agriculture, l'exploitation forestière et l'exploitation minière. La Suède dispose de grandes réserves en fer et cuivre principalement dans la région du comté de Dalécarlie, au nord-ouest de la Stockholm. Cette région passa sous contrôle royal en 1647 par lettre royale. En 1650, avec une production de 3 000 tonnes de cuivre, les mines de Dalécarlie produisent 70% de la production mondiale. En grande partie exportées, ces richesses minières étaient notamment utilisées par la couronne suédoise pour financer son armée.

### La recherche d'alliés
Pendant la guerre de Trente Ans, elle obtient un soutien financier significatif de la France, toujours prête à soutenir les adversaires des Habsbourg d'Autriche, sans tenir compte de leur religion.
Plus tard, certains pays de la Ligue hanséatique (Provinces-Unies et Angleterre en tête) apportent leur soutien militaire aux Suédois pour contrer le royaume de Danemark dans sa volonté de dominer la Baltique. Les Néerlandais soutiennent la flotte de Carl Gustaf Wrangel lors de la bataille de Fehmarn en 1644.
En 1700, une flotte anglo-néerlandaise composée de 4 000 hommes accoste à Humlebæk dans le Sjaelland danois pour apporter son aide à Charles XII dans son attaque contre le Danemark au début de la grande guerre du Nord. Mais lorsque la Suède semble prendre une position dominante dans la région, les Provinces-Unies envoient leurs navires pour secourir Copenhague assiégée par Charles XII.

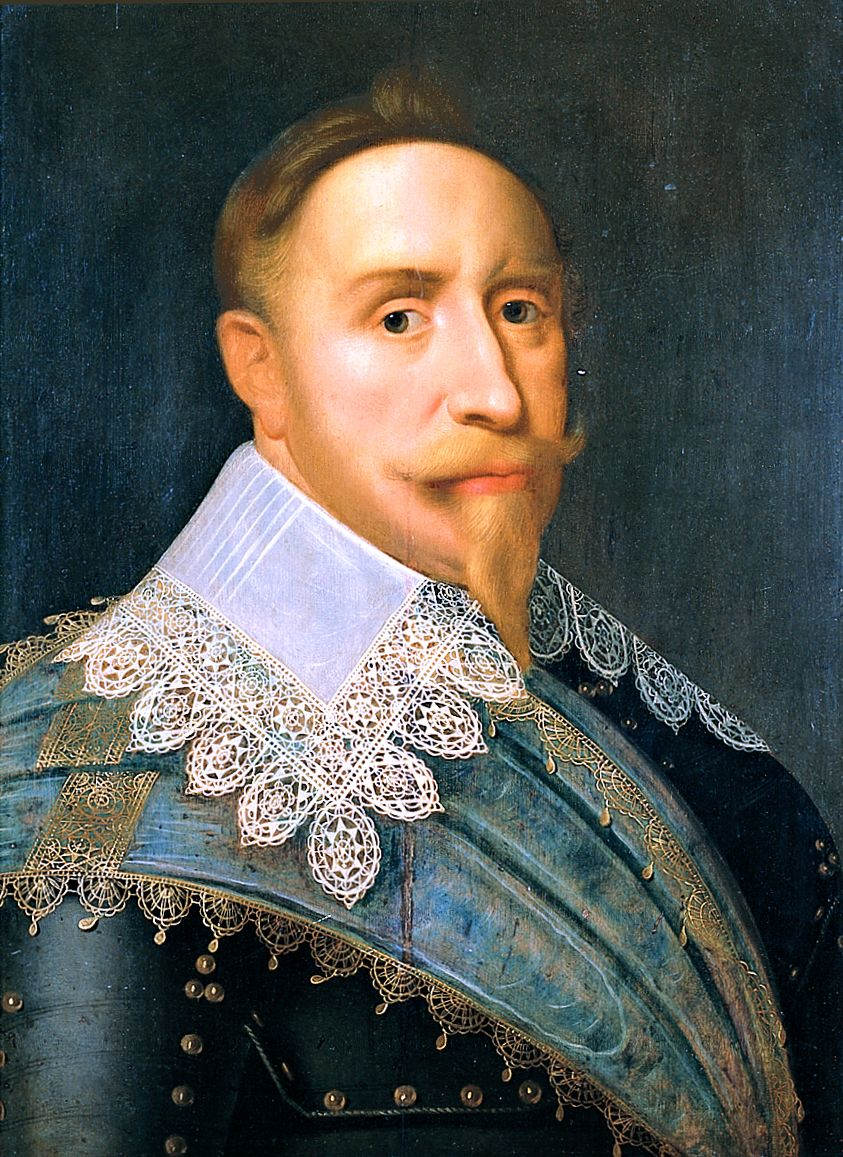
Gustave II Adolphe (1594-1632), fils et successeur de Charles IX en 1611, fut à l'origine de la puissance suédoise.

## Histoire de la période de l'empire suédois

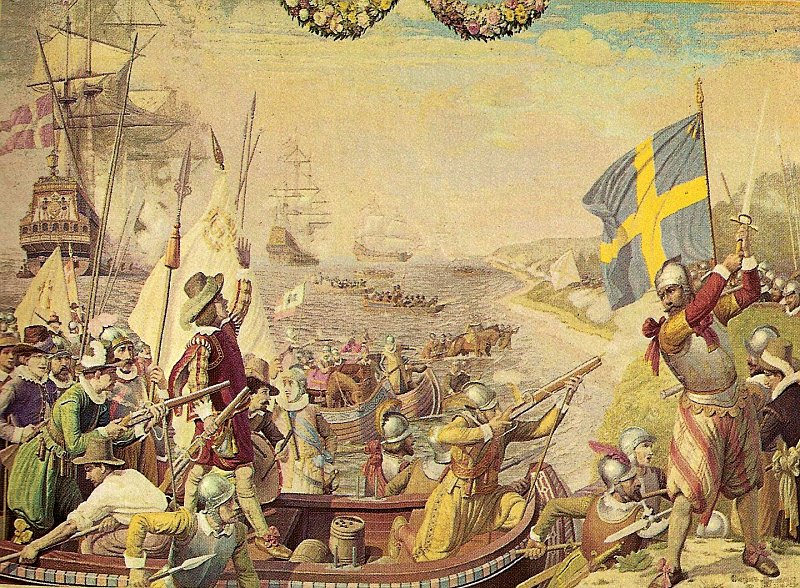
Représentation de la guerre de Kalmar, conflit qui dura de 1611 à 1613 et qui opposa le Danemark et la Norvège au Royaume de Suède.

### Les débuts du règne de Gustave II Adolphe (1611-1630)
Les origines de la puissance suédoise remontent à Gustave II Adolphe, qui règne de 1611 à 1632.
Le début de son règne est marqué par la guerre de Kalmar, commencée en 1611 à la fin du règne de Charles IX. Le traité de Knäred (janvier 1613) qui y met fin rétablit le statu quo territorial, sauf pour la forteresse d'Älvsborg, qui ne doit être restituée qu'après le paiement d'une « rançon » d'un million de rixdaler par la Suède, une somme importante dont le paiement complet ne sera réalisé qu'en 1619. Ce contretemps mis à part, Gustave Adolphe connaît le succès dans ses entreprises militaires.
En 1617, il met un terme à la guerre d'Ingrie (1610-1617) contre la Russie par le traité de Stolbovo, selon lequel la Russie cède à la Suède Kexholm, l'Ingrie et la forteresse de Chlisselbourg (en suédois : Nöteborg) et renonce à ses prétentions sur la Livonie et l'Estonie, le roi de Suède quant à lui renonçant à ses prétentions sur le trône russe et à quelques conquêtes (notamment Novgorod).
En 1629, Gustave II Adolphe remporte la guerre de succession qui oppose depuis 1600 les Vasa de Suède (Charles IX, puis Gustave II Adolphe) à Sigismond III, autre membre de la famille Vasa, élu roi de Pologne en 1587 et revendiquant le trône de Suède depuis 1593.
Occupant Riga et une partie de la Livonie depuis 1621, Gustave II accroît ses conquêtes au cours de la guerre de 1626-1629. Par le traité d'Altmark, la république des Deux Nations (Pologne et Lituanie) cède la plus grande partie du duché de Livonie à la Suède. Malgré sa défaite, Sigismond n'a pas abandonné ses vues sur la couronne de Suède.

### La Suède dans la guerre de Trente Ans (1630-1648)
Voyant que le camp catholique, dirigé par les Habsbourg d'Autriche, semble l'emporter dans le grand conflit engagé en 1618, la guerre de Trente Ans, il compte sur son soutien pour combattre la Suède, donnant à Gustave II Adolphe un motif pour entrer dans cette guerre européenne.
La Suède sort du conflit en sauvegardant la liberté spirituelle protestante. Le pays a également annexé la Poméranie occidentale et les évêchés de Brême et de Verden lors des traités de Westphalie, signés en 1648 sous le règne de Christine de Suède, successeure de Gustave II Adolphe. La Suède est également sortie de la guerre comme le leader du protestantisme continental, lequel a tenu jusqu'à la chute de l'empire en 1721. Cela a également contribué à augmenter le prestige de la Suède.

### Ledominium maris baltici(1658-1709)
La constitution d'un empire autour de la mer Baltique commence dès 1561, lorsque Éric XIV, fils et successeur de Gustave Ier Vasa, envoie une armée en Estonie (alors Terra Mariana) à la demande de la ville de Réval (actuelle Tallinn).
Mais c'est surtout au XVIIe siècle que la Suède conquiert de nombreux territoires : la Scanie (région de Malmö), une partie de la Poméranie, une partie de la Livonie, notamment Riga, etc.
La Suède évince ainsi le Danemark de la Baltique et bloque l'accès de la Russie. Seuls conservent un large accès à la mer Baltique la république des Deux Nations, avec la Prusse royale (région de Dantzig), et ses vassaux, le duché de Courlande et le duché de Prusse (Königsberg). Celui-ci est détenu par l'électeur de Brandebourg, qui met fin à la suzeraineté polonaise et devient « roi en Prusse » en 1701.

### L'échec de Charles XII et la fin de l'empire
La fin du XVIIe siècle voit un changement géopolitique essentiel pour l'empire suédois : l'affirmation de la puissance russe avec Pierre le Grand.
Profitant de l'avènement du très jeune Charles XII, la Russie, la Saxe et le Danemark concluent une alliance et lancent l'offensive en 1701 : c'est le début de la grande guerre du Nord. Charles se révèle être un grand général, et en 1706, il a contraint le Danemark et la Saxe à un traité de paix. Il décide alors d'abattre la Russie et lance en 1708, depuis la Pologne qu'il occupe depuis 1702 et où règne son protégé Stanislas Leszczynski, une campagne en direction de Moscou.
Cette campagne de Russie de Charles XII s'achève par un désastre à Poltava, en 1709. Charles XII est obligé de se réfugier en Turquie, où il finira par être placé en résidence surveillée (1711), avant d'être libéré en octobre 1714. Ses tentatives pour redresser la situation, face à l'alliance reconstituée de la Russie, de la Saxe et du Danemark, rejoints par la Prusse et par le Royaume-Uni, aboutissent à sa mort lors du siège de Fredrikstad, en Norvège (1718). Il s'ensuit une courte guerre de succession, suivie d'accords de paix avec les différents belligérants.
La défaite de la Suède face à la Russie est entérinée par le traité de Nystad de 1721 : la Suède cède à la Russie toutes ses possessions à l'est de la Baltique, que la Russie occupe depuis déjà plusieurs années.